# 広島県道44号江田島大柿線

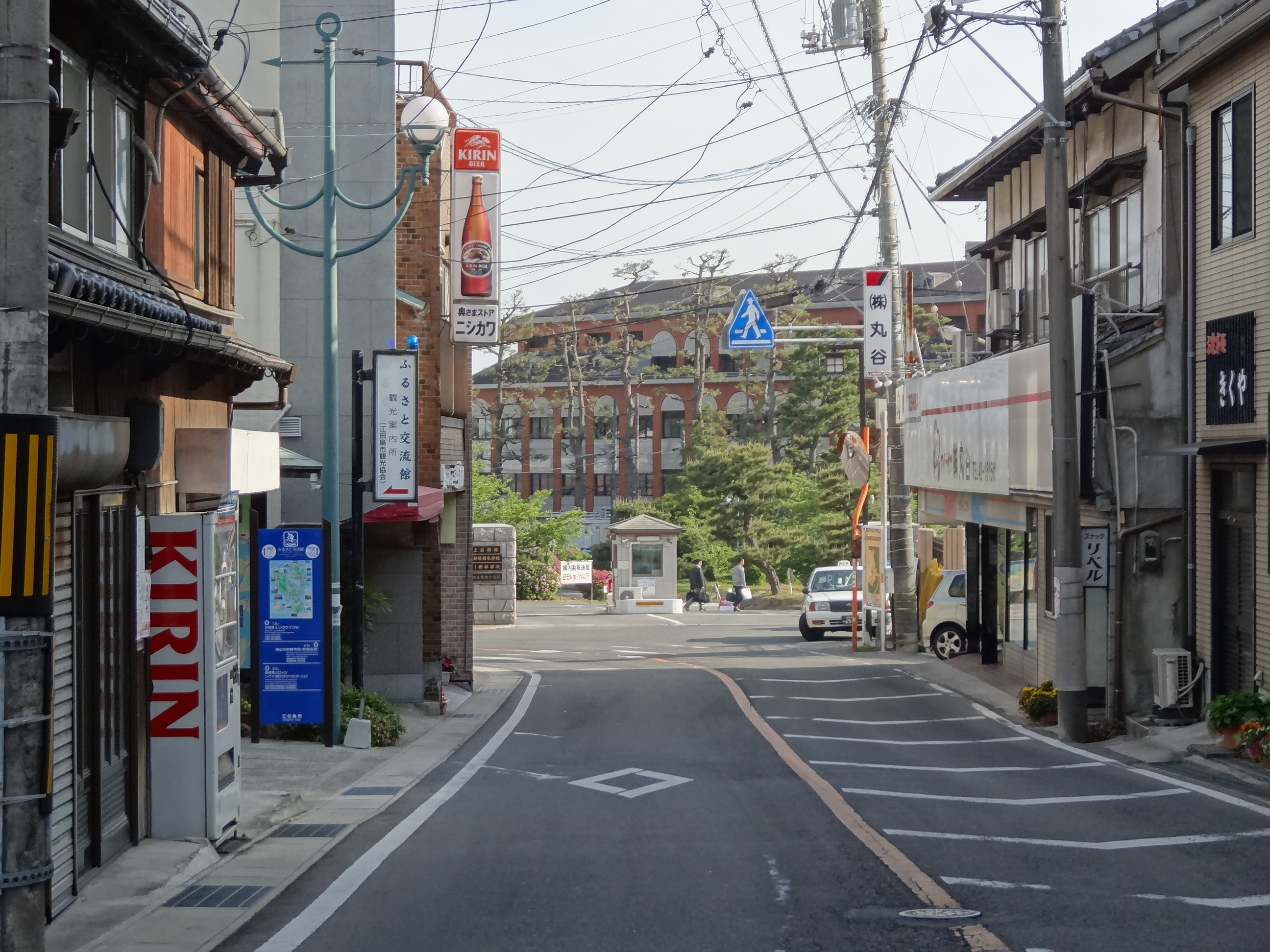
海上自衛隊第1術科学校・幹部候補生学校正門前（2014年）

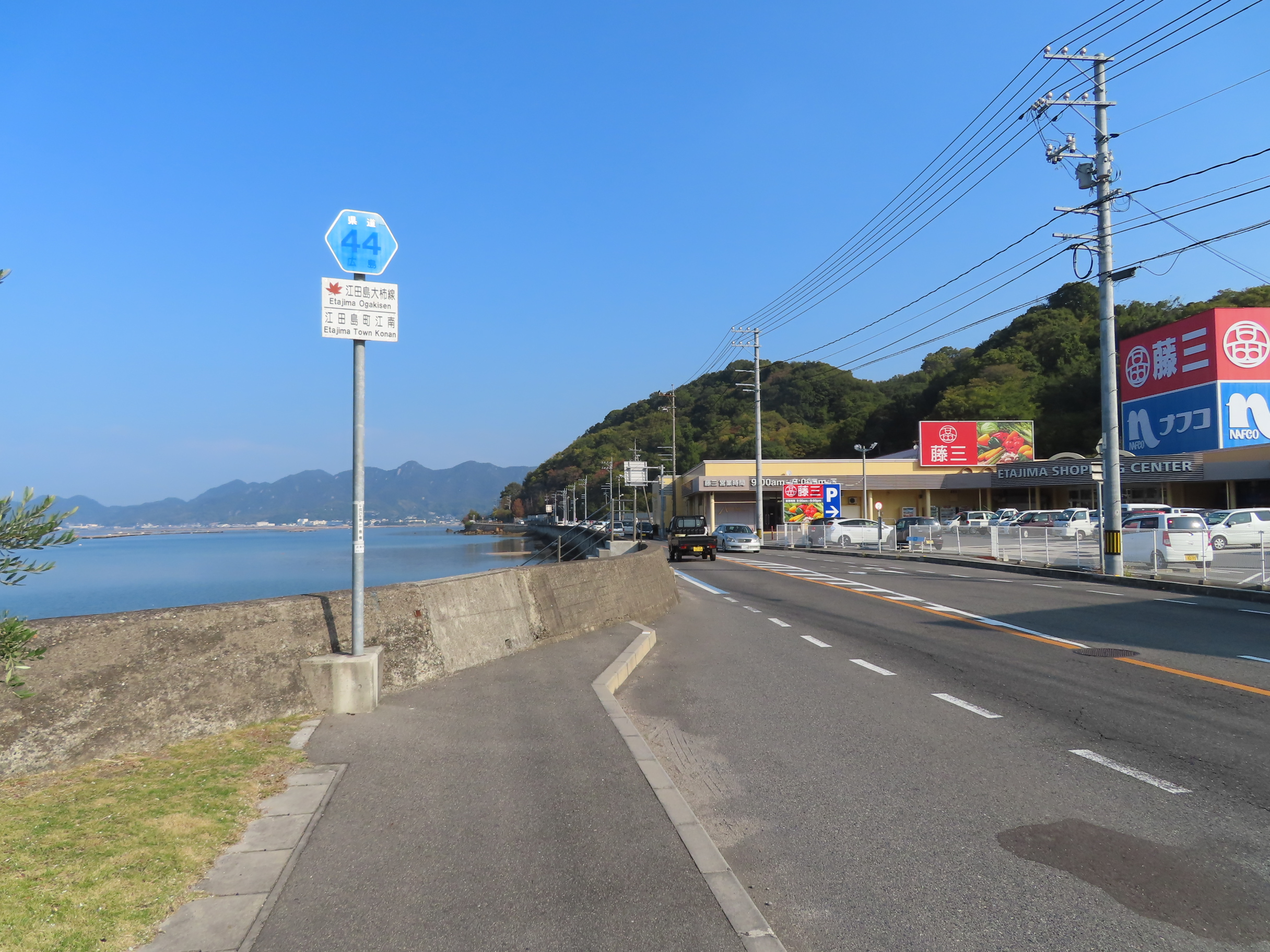
江田島町江南にて。

広島県道44号江田島大柿線（、英称：Hiroshima Prefectural Route 44 Etajima Ogaki Line）は、広島県江田島市を通る県道（主要地方道）である。

## 概要
広島県江田島市江田島町中央を起点に江田島市大柿町大君に至る。

### 路線データ
- 起点：広島県江田島市江田島町中央2丁目（世上口交差点、国道487号交点）
- 終点：広島県江田島市大柿町大君（大君交差点、国道487号交点）
- 総延長：約10.1 km

## 歴史
- 1993年（平成5年）5月11日 - 建設省から、県道江田島大柿線が江田島大柿線として主要地方道に指定される[1]。
- 2014年（平成26年）12月8日 - 同路線に存在する江南交差点の拡張工事が完了[2]。

## 路線状況

### バイパス
- 大柿町大君附近

## 地理

### 通過する自治体
- 江田島市

### 交差する道路
| 交差する道路                 | 交差する場所             | 交差する場所             |
| ---------------------------- | ------------------------ | ------------------------ |
| 国道487号                    | 江田島町中央2丁目        | 世上口交差点 / 起点      |
| 広島県道298号鷲部小用線      | 江田島町鷲部1丁目        | 秋月トンネル（西）交差点 |
| 広島県道36号高田沖美江田島線 | 江田島町江南1丁目        | 江南交差点               |
| 広島県道299号秋月飛渡瀬線    | 大柿町飛渡瀬（ひとのせ） | 飛渡瀬交差点             |
| 広島県道300号深江柿浦線      | 大柿町柿浦               | 柿浦交差点               |
| 国道487号                    | 大柿町大君               | 大君交差点 / 終点        |

### 沿線にある施設など
- 江田島市役所 江田島支所
- 広島銀行 江田島支店
- 海上自衛隊第1術科学校
- 海上自衛隊幹部候補生学校
- 江田島幼稚園
- 江田島八幡宮 金光稲荷神社
- 江田島市立江田島小学校
- 江田島警察署
- 江田島郵便局
- もみじ銀行 江田島支店
- 江田島保育所
- 亀山城跡
- 江田島市役所 鷲部出張所
- 江田島市立江田島図書館
- 鷲部公園
- 教円寺
- 江田島市消防本部
- 江田島自動車学校
- 藤三江田島ショッピングセンター
- ゆめタウン江田島
- 飛渡瀬郵便局
- 妙覚寺
- 江田島市立飛渡瀬小学校
- 江田島市立柿浦小学校
- 柿浦郵便局
- 大君郵便局
- ユーホー 能美工場